# 231265 Saulperlmutter
231265 Saulperlmutter este o planetă minoră (asteroid) din centura de asteroizi. A fost descoperită pe 5 ianuarie 2006 la Borbona de Vincenzo Silvano Casulli⁠(d). 
Obiectul prezintă o orbită caracterizată de o semiaxă mare de 2,8181709890492 UAi, o excentricitate de 0,04, o înclinație de 5,9 ° în raport cu ecliptica.